# M13 MGMC
M13 MGMC – amerykańskie samobieżne działo przeciwlotnicze zbudowane na podwoziu transportera opancerzonego M3 Half-track. W tylnej części podwozia umieszczono platformę Maxon M33 z dwoma wkm-ami M2. Naprowadzanie broni na cel – ręcznie.
M13 MGMC był używany w trakcie II wojny światowej i wojny koreańskiej, zarówno w roli do jakiej były zaprojektowane (obrona przeciwlotnicza), jak i do zwalczania celów naziemnych.